# 絕對武力：一觸即發
《絕對武力：一觸即發》，繼絕對武力版本1.6在2003年的問世之後，作為《絕對武力》的續作於2004年3月問世，其雖與絕對武力是不同的遊戲，但基本遊戲內容與絕對武力1.6版大同小異，基本上為畫質優化改良，較大的不同是其有的闖關任務（Tour of Duty）與難度不同的不同會有不一樣的挑戰項目，非常考驗玩家綜合佈署電腦能力，而且戰術盾牌的尺寸與防禦面積比起絕對武力1.6版本更加平衡、以及單人故事任務 — 刪除片段（Deleted Scenes），兩個遊戲皆在Steam平台上運作，在中国大陆和台灣分别由奥美电子（现名神州奥美）和台灣松崗娛樂科技公司代理發行。
該遊戲系列的最新作《絕對武力2》已於2023年9月27日发售。

## 版本差異性
作為絕對武力的資料片，與原版並無太大不同，在遊戲引擎（GoldSrc）、遊戲內容、槍枝、兵種，並無太大更動，較大不同是網路更新後的CZ。
- 兵種：反恐部隊新增俄羅斯特種部隊（Spetsnaz）、恐怖份子新增城市傭兵（Militia）。
- 武器：槍枝模組外觀不同，以及裝填彈藥時與裝填彈藥聲也有差異。刪除片段部分新增了一些新武器和裝備：M60通用機槍、LAW火箭筒、焊槍、遙控炸彈、無線電、照相機、光纖攝影機、公事包。
- 遊戲內容：零点行动的手榴彈、閃光彈、煙霧彈發射速度較以往更快，在人物死掉時可撿取敵方人物掉落的手榴彈、閃光彈、煙霧彈。部分武器的用法较原版游戏不同。

## 兵種
基本上零点行动的兵種與反恐精英原版沒太大不同，但是人物模組更為美觀，並且有多種人樣。

| 反恐特種部隊 - 美國海豹部隊第六小隊（DEVGRU） - 德国第九国境守备队（GSG9） - 英国特种空勤团（SAS） - 法国國家憲兵干預組（GIGN） - 俄罗斯特種部隊（SPESNAZ） - 美國特種武器和戰術部隊（SWAT）（刪除片段獨有） - 日本機動部隊（NPB）（刪除片段獨有） | 恐怖份子 - 東歐鳳凰恐怖組織（Phoenix Connexion） - 中東恐怖份子（Elite Crew）（名稱是從1337 Kr3w根據Leet駭客語翻譯而來。） - 瑞典北極復仇者（Arctic Avengers） - 中東恐怖游擊部隊（Guerrilla Warfare） - 美國中西部城市傭兵（Midwest Militia） - 日本極道（Yakuza）（刪除片段獨有，無法被玩家扮演） |

值得一提的是，刪除片段的官方任務當中並沒有扮演GIGN的關卡，但它卻就曾於“車隊攻堅”內簡略出現。

## 遊戲評分
由於絕對武力：一觸即發與Valve知名作絕對武力實在沒什麼太大不同（包括模式、槍支類別及玩法），因此大多獲得相當平凡甚至難看的分數及評語，國外知名網站MetaScore也只有給65分的總體分數，比起絕對武力的88實在難看許多。
- Next Level Gaming —＞ 95/100
- Computer and Video Games —＞ 83/100
- GameSpy —＞ 75/100

還有更多國外評分請至下列網站
MetaScore_Condition Zero （页面存档备份，存于）

## 外部連結
- SteamPowered （页面存档备份，存于）